# Jessheim
Jessheim è il capoluogo del comune di Ullensaker nella contea di Akershus in Norvegia.

## La popolazione
Nel 2006 la popolazione ammontava a 13.038 abitanti, mentre nel 1998 ammontava a 6.400 abitanti.
L'aumento della popolazione è in parte dovuto alla riallocazione dell'Aeroporto di Oslo nelle vicinanze di Gardermoen e al risultante afflusso di persone che lavorano all'aeroporto.

## Industria, commercio e servizi
Jessheim è un centro per il commercio e i servizi regionali a Øvre Romerike. In quest'area vi sono anche industrie che utilizzano risorse quali sabbia e ghiaia e industrie manifatturiere che impiegano il legno. 
"Jessheim Storsenter" è il più grande centro commerciale della città, situato esattamente al centro. 
A Jessheim sono anche siti l'"Ullensaker Kulturhus", un centro culturale con biblioteca e cinema e il "Jessheim Videregående Skole og Romerike Folkehøgskole", oltre all'ufficio locale del giornale regionale Romerikes Blad.